# Субочский сельсовет
Субочский сельсовет — административная единица на территории Волковысского района Гродненской области Белоруссии. Административный центр — агрогородок Субочи.

## История
27 декабря 2011 года деревня Ольшимово вошла в состав Волковыска.

## Состав
Субочский сельсовет включает 27 населённых пунктов:
- Вишневичи — деревня.
- Готевичи — деревня.
- Жиновцы — деревня.
- Занцевичи — деревня.
- Зубовщина — деревня.
- Колонтаи — деревня.
- Косино — деревня.
- Красный Груд — деревня.
- Куропаты — деревня.
- Личицы — деревня.
- Манчели — деревня.
- Большие Озеранки — деревня.
- Малые Озеранки — деревня.
- Новая Ятвезь — деревня.
- Ораны — деревня.
- Островчицы — деревня.
- Пекари — деревня.
- Пожарки — деревня.
- Селяхи — деревня.
- Скураты — деревня.
- Славики — деревня.
- Субочи — агрогородок.
- Терешки — деревня.
- Шандры — деревня.
- Шнипово — деревня.
- Шулейки — деревня.
- Ятвезь — деревня.